# Luolishania
Luolishania ist ein ausgestorbener, nur als Fossil erhaltener Bewohner des Meeresbodens aus dem Kambrium. Innerhalb der Gattung ist nur eine Art beschrieben, Luolishania longicruris, die 1989 als Bestandteil der Chengjiang-Faunengemeinschaft in Südchina, neu entdeckt worden war. Luolishania zählt zu den Lobopoden, einer Gruppe nur fossil bekannter mariner „Würmer mit Beinen“, die im Körperbau den rezenten, aber terrestrisch (an Land) lebenden Stummelfüßern ähneln.

## Beschreibung
Es handelte sich um schlanke, wurmartige Tiere. nach den bisherigen Funden von 8,5 bis 14,3 Millimetern Länge und etwa 0,9 Millimeter maximalem Durchmesser. Der Körper war in zwei Abschnitte (Tagmata) geteilt, einen ovalen, etwas verbreiterten Kopf und einen Rumpfabschnitt.

### Kopf
Der Kopf zeigt ovale, etwas langgestreckte Form und war gegenüber dem Rumpf schwach halsartig abgesetzt. Vorn am Kopf saßen zwei lange und dünne, fühlerartige Fortsätze, die flexibel, aber nicht erkennbar segmentiert oder geringelt, waren. Bei wenigen Exemplaren ist außerdem ein Paar einfache Augen erkennbar, die offenbar seitlich oben (dorsolateral) am Kopf, hinter den Fühlern, ansaßen. Die Oberseite des Kopfs war möglicherweise mit einem dünnen Kopfschild geschützt. Hinten am Kopf saß außerdem eine Querreihe aus drei stärker sklerotisierten Skleriten, von denen jeder in einen gebogenen, hornartigen Dorn auslief. Die Mundöffnung saß am Vorderende des Tiers, Mundwerkzeuge oder andere Besonderheiten sind hier nicht erkennbar. Bei wenigen Exemplaren gibt es allerdings mögliche Hinweise auf eine flexible, rüsselartige Struktur.

### Rumpfabschnitt
Der Rumpf trug 14 (möglicherweise bis 16) Lobopoden genannte, beinförmige Auswüchse. Jedem Beinpaar war am Rumpf selbst eine Querreihe von drei nebeneinander liegenden Skleriten zugeordnet, mit der zusätzlichen Skleritreihe am Kopf ergeben sich also insgesamt 15 Reihen. Die Sklerite trugen jeweils einen dornförmigen Auswuchs (häufig aufgrund der Kompression bei der Einlagerung schlecht erkennbar oder nur als knopfartiger Tuberkel erscheinend), ähnlich wie bei der Gattung Hallucigenia. Bei einigen Exemplaren ist im Rumpfabschnitt zwischen den Skleriten zusätzlich eine Reihe stachelförmiger, aber offensichtlich weicher und nicht sklerotisierter Auswüchse erkennbar. Insgesamt ergibt sich dadurch eine dem Eindruck nach aus Segmenten aufgebaute Körpergliederung. Auffallend ist, dass innerhalb des Rumpfs zwei gegeneinander differenzierbare Abschnitte existierten: Sowohl die fünf ersten Lobopodenpaare wie auch die sie begleitenden, sklerotisierten Dornen waren erheblich länger als die weiter zum Hinterende liegenden, der Übergang war dabei nicht graduell, sondern recht abrupt abgesetzt. Nach der Lagerung der Kompressionsfossilien ist zu vermuten, dass die vorderen Lobopodenpaare im Leben anders orientiert waren, möglicherweise wurden sie nach vorn gestreckt getragen. Alle Lobopoden, ob lang oder kurz, waren von einheitlichem Bau. Sie waren an der Oberfläche fein geringelt, aber ohne erkennbare Abschnitte oder Glieder. Am Ende trugen sie jeweils vier sklerotisierte, gebogene Klauen, diese waren bei den vorderen Lobopoden nadeldünn, bei den hinteren massiver und hakenförmig. Zumindest an einigen. möglicherweise auch an allen, saßen außerdem in Reihen angeordnete Haarborsten (Setae). Im Inneren des Körpers ist bei einigen Exemplaren ein langer, gerader Darm (oder dessen organisches Füllmaterial) als dunkles Band sichtbar.

## Fundorte
Luolishania longicruris ist nur aus der Chengjiang-Faunengemeinschaft Südwestchinas bekannt, aus der Heilinpu Formation, die mit einem Alter von etwa 530 Millionen Jahre der zweiten Serie des Kambriums zugeordnet wird. Es war nur eine von mehreren, insgesamt etwa 6 bis 10, hier gleichzeitig lebenden Lobopoden-Arten. Das Typusexemplar stammt aus dem heute als Welterbe-Stätte geschützten Maotianshan-Schiefer nahe Chengjiang. Später wurden weitere Exemplare in Haikou bei Kunming, etwa 50 Kilometer entfernt, entdeckt. Insgesamt sind etwa 40 bis 50 Exemplare der Art gefunden worden.

## Ökologie und Lebensweise
Luolishania war ein am Meeresboden lebender, benthischer Organismus. Über seine Lebensweise können aufgrund der unspezialisierten Morphologie nur Vermutungen angestellt werden. Da der Darm nicht sedimentgefüllt war, erscheint eine Ernährung als Substratfresser unwahrscheinlich. Spekuliert wird über eine mögliche Ernährung als Filtrierer, wobei die vorderen Extremitäten eine Art Filterkorb gebildet haben könnten, möglicherweise zusammen oder in Assoziation mit Schwammarten.

## Taxonomie und Systematik
Aufgrund der für einen Lobopoden relativ differenzierten Morphologie wurde für Luolishania bei einer kladistischen Analyse eine Position in einer Artengruppe mit den Lobopoden-Gattungen Cardiodictyon, Hallucigenia und Onychodictyon sowie einer unbeschriebenen Art aus der australischen Fossillagerstätte Emu Bay rekonstruiert; diese Gruppierung wurde als Ordnung Archonychophora auch formal beschrieben. Wenn diese Hypothese zuträfe, wäre Luolishania näher mit den Gliederfüßern und Formen wie Kerygmachela, Anomalocaris und Opabinia, manchmal als Ordnung Dinocaridida aufgefasst, verwandt, als mit anderen Lobopoden (und auch den rezenten Onychophora). In diesem Falle wären die Lobopoden paraphyletisch. Nach anderer Gewichtung und Einbeziehung anderer Merkmale erscheint aber auch eine Position in der Stammgruppe der Onychophora selbst denkbar. Wahrscheinlich gehören alle diese Formen als erweiterte Stammgruppe in die zu den Arthropoda führende Linie.
Bei der Neubearbeitung durch Xiaoya Maa und Kollegen (vgl. unter Quellen) wurde eine weitere Lobopoden-Art, Miraluolishania haikouensis Liu et Shu 2004, mit Luolishania longicruris synonymisiert.